# Cinnamomum soncaurium
Cinnamomum soncaurium är en lagerväxtart som först beskrevs av Buch.-ham., och fick sitt nu gällande namn av André Joseph Guillaume Henri Kostermans. Cinnamomum soncaurium ingår i släktet Cinnamomum och familjen lagerväxter. Inga underarter finns listade i Catalogue of Life.